# Marion Bridge
Pour plus de détails, voir Fiche technique et Distribution.
Marion Bridge est un film canadien de Wiebke von Carolsfeld, réalisé en 2002.

## Synopsis
Agnes retourne chez elle en Nouvelle-Écosse pour retrouver ses sœurs et s'occuper de sa mère mourante. Des secrets familiaux vont être divulgués.

## Fiche technique
- Scénario : Daniel McIvor, d'après sa pièce Marion Bridge
- Musique : Lesley Barber
- Directeur de la photographie : Stefan Ivanov
- Montage : Dean Soltys
- Création des décors : William Fleming
- Producteurs : Jennifer Kawaja, Bill Niven et Julia Sereny
- Coproducteur : Brent Barclay
- Décorateur de plateau : Ian Greig
- Création des costumes : Martha Curry
- Directeur de production : Craig Cameron
- Pays :  Canada
- Durée : 90 minutes (1h30)
- Genre : Drame
- Dates de sortie en salles :
  -  Canada : 7 septembre 2002 (Toronto International Film Festival) • 15 septembre 2002 (Atlantic Film Festival) • 30 septembre 2002 	(Vancouver International Film Festival) • 6 octobre 2002 (Calgary Film Festival) • 18 avril 2003
  -  États-Unis : 11 avril 2003 (sortie limité) • 18 avril 2003 (New York)
  -  France : 16 mai 2003 (Festival de Cannes)
  -  Belgique : 22 octobre 2003
  -  Royaume-Uni : 4 mai 2004 (Commonwealth Film Festival)

## Distribution
- Molly Parker : Agnes
- Rebecca Jenkins : Theresa
- Stacey Smith : Louise
- Marguerite McNeil : Rose
- Elliot Page : Joanie (crédité Ellen Page)
- Hollis McLaren : Chrissy
- Emmy Alcorn : Dory
- Joseph Rutten : Ken
- Jackie Torrens : Marlene
- Kevin Curran : Sandy
- Ashley MacIsaac : Mickey
- Heather Rankin : Sue
- Linda Busby : Evie
- Stephen Manuel : Tavern Bartender

## Autour du film
- Marion Bridge marque les débuts au cinéma de l'acteur Elliot Page, qui avait 15 ans lors de la sortie du film.